# Entry-Inhibitoren
Entry-Inhibitoren sind Arzneistoffe aus der Gruppe der Virostatika. Sie inhibieren (unterbrechen) den Eintritt bestimmter Viren in die Wirtszelle. Es gibt drei Schlüsselstellen im Eintrittsvorgang, an denen Entry-Inhibitoren ansetzen:
- Bindung des Virus an den Rezeptor der Wirtszelle (Attachment-Inhibitoren)
- Bindung an Korezeptoren der Wirtszelle (Korezeptor-Antagonisten)
- Fusion mit der Wirtszelle (Fusions-Inhibitoren)

Eingesetzt werden sie zur Therapie von Hepatitis D und insbesondere HIV-1 (dort in Form einer antiretroviralen Therapie).

## HIV-1

### Wirkung
Alle nachfolgenden Informationen beziehen sich auf das HIV-1. Nach ihrer Wirkweise unterscheidet man die drei Gruppen von Entry-Inhibitoren:

#### Attachment-Inhibitoren
Das Andocken des HIV-Glykoproteins gp120 an den CD4-Rezeptor ist der erste Schritt beim Eintritt in die Zelle. In der Theorie kann der Andockvorgang durch verschiedene Mechanismen gehemmt werden. Eine Möglichkeit ist die Blockierung des CD4-Rezeptor, die andere die des gp120. Beide Möglichkeiten werden derzeit untersucht. Als Folge daraus gliedern sich die Attachment-Inhibitoren erneut, so dass man mittelfristig sicher nicht von einer Substanzklasse sprechen kann.
Bereits zu Beginn der 1990er Jahre wurde mit CD4-Molekülen experimentiert, die das Andocken von HIV verhindern. Anfängliche Erfolge im Labor erwiesen sich aus verschiedenen Gründen als klinisch nicht replizierbar. Neuen Auftrieb bekam die Forschung an Entry-Inhibitoren mit der Entwicklung des ersten klinisch relevanten Vertreters dieser Gruppe T-20. Die meisten neuen Substanzen sind noch nicht besonders weit entwickelt. Deshalb geht es derzeit eher darum, das Prinzip in Studien zu belegen und Wirkstoffe zu finden, deren Pharmakokinetik einen Einsatz in Praxis zulässt.
- Ibalizumab ist ein monoklonaler Antikörper. Er bindet direkt an den CD4-Rezeptor und verhindert so den Eintritt von HIV. Ibalizumab scheint nicht die Bindung von gp120 an CD4, sondern eher die Bindung von gp120 an die Co-Rezeptoren CCR5 und CXCR4 zu verhindern. Entwickelt wird es von Tanox Biosystem. Ibalizumab kann nur intravenös verabreicht werden. Die ersten Studien wurden 2004 durchgeführt.[3][4] Er wurde 2018 von der FDA in den USA zugelassen. Eine bislang nicht abschließend geklärte Frage ist, ob die Funktionalität der CD4-Zellen durch den Wirkstoff beeinträchtigt wird. Bislang wurden keine negativen Auswirkungen auf die CD4-Zellen festgestellt. Nach Angaben des Herstellers gibt es eine inverse Korrelation zwischen der Sensitivität für Ibalizumab und löslichem CD4. Das lässt annehmen, dass Ibalizumab-resistente Viren für lösliches CD4 überempfindlich werden.[5]

- Fostemsavir ist eine niedermolekulare Verbindung und ein Nachfolger des 2004 gestoppten BMS-488043. Er bindet spezifisch und reversibel an gp120 von HIV und verhindert das Andocken an die CD4-Zelle. Er wurde 2021 in Europa zugelassen.

#### Korezeptor-Antagonisten
HIV benötigt zusätzlich zum CD4-Rezeptor einen Korezeptor, um in die Zelle eindringen zu können. Mitte der 1990er Jahre wurden die beiden wichtigsten Korezeptoren CXCR4 und CCR5 entdeckt.
HIV-Varianten benutzen neben CD4 entweder CCR5- oder CXCR4-Rezeptoren für den Zelleintritt. Nach diesem „Rezeptortropismus“ werden HIV-Varianten als R5 (CCR5) bezeichnet; Viren, die für den Zelleintritt CXCR4 nutzen, heißen X4-Viren. R5-Viren infizieren vorwiegend Makrophagen (M-trope Viren), X4-Viren hauptsächlich T-Zellen (T-trope Viren). Studien belegen, dass X4-Viren mit einem schnellen CD4-Zell-Abfall und einer Krankheitsprogression assoziiert sind. Viren, die beide Rezeptoren benutzen, werden als Dualtrope bezeichnet. Darüber hinaus gibt es Mischpopulationen von R5- und X4-Viren. In den frühen Infektionsstadien findet man zumeist R5-Viren, später die virulenteren X4-Viren.
Je nach Ansatzpunkt lassen sich CCR5- und CXCR4-Antagonisten unterscheiden. Sie blockieren den jeweiligen Korezeptor. Die Entwicklung von CCR5-Antagonisten ist weiter fortgeschritten als die der CXCR4-Antagonisten.
Durch den Selektionsdruck der einseitigen Suppression von R5-Viren (bei Mischpopulationen) wird es voraussichtlich zu einem Shift zu Gunsten der X4-Viren kommen. Derzeit wird angenommen, dass dadurch allerdings keine X4-Viren „entstehen“. In einer klinischen Studie mit Maraviroc kam es – trotz des Shifting-Effektes – sogar zu einer Erhöhung der CD4-Zellen, gegenüber der Placebo-Behandlung.
Befürchtungen, dass die Blockade des CCR5-Rezeptors andere Konsequenzen haben könnte, werden durch den Umstand widerlegt, das Menschen mit einem entsprechenden Defekt völlig gesund sind. Auch die Angst vor Autoimmunreaktionen durch das Andocken, konnte im Tierversuch nicht bestätigt werden. In einer Analyse aller Phase-I-II-Studien unter Maraviroc wurden keine negativen Auswirkungen auf Immunfunktionen festgestellt.
Berichte von Tumorerkrankungen (meist maligne Lymphome) in einer Studie mit Vicriviroc, geben eher Grund zur Sorge. In anderen Studien wurde diese Häufung nicht beobachtet.

#### Fusions-Inhibitoren
Fusions-Inhibitoren verhindern das Eindringen von HIV in die Immunzellen, indem sie das Verschmelzen der Virushülle mit der Zellmembran blockieren.

### Nebenwirkungen
Bisher verfügbare Substanzen sind mit mäßigen Nebenwirkungen assoziiert. Aufgrund der deutlichen Heterogenität lässt sich keine globale Aussage für alle Entry-Inhibitoren treffen. Die Zukunft wird zeigen, ob auch Wirkstoffe mit neuen Ansätzen innerhalb der Substanzgruppe ähnlich gut vertragen werden.

### Anwendungsgebiete
Sie werden zur Bekämpfung von Viren eingesetzt. Bisher existieren Wirkstoffe gegen HIV.

### Resistenzen
Theoretisch besteht auch bei Entry-Inhibitoren die Gefahr der Resistenzbildung. Labortests schließen auch Klassenübergreifende Kreuzresistenzen nicht aus. Allerdings existieren zu diesem Thema bislang keine Studien am Menschen.

## Hepatitis D
Bulevirtid (Hepcludex) ist der erste Entry-Inhibitor zur Behandlung chronischer Hepatitis D (bei Coinfektion von Hepatitis-B-Viren). Es wurde 2020 in der EU zugelassen. Bulevirtid wird allgemein gut vertragen.

## Wirkstoffe
- Enfuvirtid
- Maraviroc
- Fostemsavir
- Ibalizumab (nur USA)
- Bulevirtid / Hepcludex (Hepatitis D)

### HIV-1
- Shan Su et al.: Virus Entry Inhibitors: Past, Present, and Future. In: Advances in Experimental Medicine and Biology. Band 1366, 2022, S. 1–13, doi:10.1007/978-981-16-8702-0_1, PMID 35412131 (englisch).
- Marcel Walser, Jennifer Mayor, Sylvia Rothenberger: Designed Ankyrin Repeat Proteins: A New Class of Viral Entry Inhibitors. In: Viruses. Band 14, Nr. 10, 12. Oktober 2022, S. 2242, doi:10.3390/v14102242, PMID 36298797, PMC 9611651 (freier Volltext).
- Fei Yu, Shibo Jiang: Small-Molecule HIV Entry Inhibitors Targeting gp120 and gp41. In: Advances in Experimental Medicine and Biology. Band 1366. Springer Singapore, Singapore 2022, S. 27–43, doi:10.1007/978-981-16-8702-0_3 (englisch).
- Yen-Ting Lai: Small Molecule HIV-1 Attachment Inhibitors: Discovery, Mode of Action and Structural Basis of Inhibition. In: Viruses. Band 13, Nr. 5, 6. Mai 2021, S. 843, doi:10.3390/v13050843, PMID 34066522, PMC 8148533 (freier Volltext) – (englisch).
- Tianshu Xiao et al.: HIV-1 Entry and Membrane Fusion Inhibitors. In: Viruses. Band 13, Nr. 5, 23. April 2021, S. 735, doi:10.3390/v13050735, PMID 33922579, PMC 8146413 (freier Volltext) – (englisch).
- Chloe Orkin et al.: Opening the door on entry inhibitors in HIV: Redefining the use of entry inhibitors in heavily treatment experienced and treatment-limited individuals living with HIV. In: HIV medicine. Band 23, Nr. 9, Oktober 2022, S. 936–946, doi:10.1111/hiv.13288, PMID 35293094, PMC 9546304 (freier Volltext) – (englisch).
- Christian Hoffmann: Substanzklassen, Medikamentenübersicht. In: Jürgen Rockstroh, Christian Hoffmann (Hrsg.): HIV 2022/2023. Medizin Fokus Verlag, Hamburg 2022, ISBN 978-3-941727-28-1, S. 89–97 (hivbuch.de [PDF]).

### Hepatitis D
- Connie Kang, Yahiya Y. Syed: Bulevirtide: First Approval. In: Drugs. Band 80, Nr. 15, Oktober 2020, S. 1601–1605, doi:10.1007/s40265-020-01400-1, PMID 32926353 (englisch).